# Hanno Millesi (Mediziner)
Hanno Millesi (* 24. März 1927 in Villach; † 28. April 2017 in Wien) war ein österreichischer Facharzt für plastische Chirurgie.

## Leben
Hanno Millesi studierte Medizin und erhielt seine Promotion zum Doktor medicinae universae am 7. März 1951 an der Medizinischen Fakultät der Universität Innsbruck. Nach dem Abschluss begann er eine Ausbildung in der Pathologie an der Prosektur und an der 1. Medizinischen Abteilung des Wilhelminenspitales. Danach folgte eine Ausbildung in Allgemeiner Chirurgie an der I. Chirurgischen Universitätsklinik Wien unter Leopold Schönbauer. 1955 begann er mit einer Weiterbildung in Plastischer Chirurgie und absolvierte einen Auslandsaufenthalt in Schweden. Die Ausbildung in Plastischer Chirurgie erfolgte unter der Leitung von Elisabeth Winkler an der I. Chirurgischen Universitätsklinik. Die Venia legendi wurde ihm 1967 verliehen. Im Jahre 1972 wurde Millesi zum außerordentlichen Professor für Plastische und Rekonstruktive Chirurgie in der Universitätsklinik des Allgemeinen Krankenhauses Wien ernannt. Im Ludwig-Boltzmann-Institut für experimentelle plastische Chirurgie wurde er 1975 zum Direktor bestellt. Die Ernennung zum ordentlichen Professor erfolgte im Jahr 1982. Im Jahre 1989 gründete er die österreichische Gesellschaft für Handchirurgie und war seitdem ihr Präsident. Weiters war er der Gründer des Millesi Center für Chirurgie der peripheren Nerven. 
Als Entwickler der Technik der interfaszikulären Nerventransplantation gelangte er zu Weltruhm. Zahlreiche weitere Entwicklungen im Bereich der Rekonstruktiven Chirurgie der peripheren Nerven sind eng mit Millesi verknüpft oder gehen auf ihn zurück, wie die mikrochirurgische Neurolyse oder die Millesi-Klassifikation.
1993 operierte er in Kooperation mit Dagmar Eberhard, seiner späteren Frau, die durch einen Briefbombenanschlag zerstörte Hand des Altbürgermeisters Helmut Zilk.
Nach seiner Emeritierung 1996 wurde er ärztlicher Direktor der Wiener Privatklinik. In Los Angeles erhielt er 1999 den Millennium Award der International Society for Reconstructive Microsurgery. Der Paracelsusring wurde ihm 2001 in seiner Geburtsstadt Villach überreicht.
Aus der ersten Ehe stammen drei Kinder, darunter der Künstler Hanno Millesi. Ab 1998 war Hanno Millesi mit der plastischen Chirurgin Dagmar Millesi verheiratet.

## Auszeichnungen
- 1967 Hoechst Preis
- 1972 Eiselsberg Preis
- 1973 Moberg Lecture
- 1974 Jubiläumspreis der Deutschen Gesellschaft für Chirurgie,
- 1975 Kazanjian Memorial Lecture
- 1980 Ernennung zum Doctor honoris causa der Medizinischen Akademie Breslau (Polen),
- 1980 Golden Medal of the Italian Club for Microsurgery
- 1982 Verdienstorden der Italienischen Republik, Commendatore
- 1986 Honorary Associate Professor of the Medical Academy of the Peoples Army in Peking
- 1987 Goldenes Ehrenzeichen der Stadt Wien
- 1987 Founders Lecture of the American Society for Surgery of the Hand
- 1988 Ambrogino d’Oro der Stadt Mailand
- 1991 Maliniac Memorial Lecture
- 1992 Dieffenbach Relief
- 1992 Ernennung zum korrespondierenden Mitglied der Österreichischen Akademie der Wissenschaften
- 1995 Auszeichnung des Bundesministeriums für Wissenschaft und Forschung
- 1996 Großes goldenes Ehrenzeichen des Landes Kärnten
- 1998 Ernennung zum Pionier der Handchirurgie der International Federation for Surgery of the Hand
- 1999 Verleihung des Millennium Award der International Society of Reconstructive Microsurgery
- 2001 Paracelsusring der Stadt Villach
- 2007 Verleihung des Goldenen Ehrenzeichens für Verdienste um die Republik Österreich

### Ehrenmitgliedschaften
- American Society for Surgery of the Hand,
- Association Espagnola de Microchirurgia,
- Hungarian Society for Surgery of the Hand,
- Deutsche Gesellschaft für Plastische und Wiederherstellungschirurgie,
- Deutschsprachige Arbeitsgemeinschaft für Mikrochirurgie der peripheren Nerven und Gefäße,
- Polnische Gesellschaft für Chirurgie,
- Korrespondierendes Mitglied der deutschen Gesellschaft für Chirurgie.
- NervClub e.V.

## Arbeiten (Auswahl)
- Hanno Millesi: Zur Pathogenese und Therapie der Dupuytren’schen Kontraktur. Eine Studie mit mehr als 500 Fällen. Ergebnisse der Chirurgie und Orthopädie. Springer Verlag, Berlin / Heidelberg / New York 1965, S. 4–101.
- Hanno Millesi, J. Ganglberger, A. Berger: Erfahrungen mit der Mikrochirurgie peripherer Nerven. In: Chirurgia Plastica. Band 3, 1967, S. 47–55.
- Hanno Millesi, G. Meissl, H. Katzer.: Zur Behandlung der Verletzungen des Plexus brachialis. Vorschlag einer integrierten Therapie. In: Bruns’ Beitr. klin. Chir. Band 220, Nr. 4, 1973, S. 429–446.
- Hanno Millesi, G. Meissl, A. Berger: The interfascicu lar nerve grafting of the median and ulnar nerves. In: J. Bone & Jt. Surg. Band 54-A, Nr. 4, 1972, S. 727–750.
- Hanno Millesi, G. Meissl, A. Berger.: Further experiences with interfascicular grafting of the median, ulnar and radial nerve. In: J. Bone Jt. Surg. Band 58-A, 1976, S. 209–218.
- Hanno Millesi: Healing of nerves. In: Clinics in Plastic Surgery. Band 4, Nr. 3, 1977, S. 459–473.
- Hanno Millesi: Surgical management of brachial plexus injuries. In: J. Hand Surg. Band 2, Nr. 5, 1977, S. 367–379.
- Hanno Millesi, G. Zöch: The gliding apparatus of peripheral nerve and its clinical significance. In: Th. Rath. Ann Hand Surg. Band 9, 1990, S. 87–97.
- Hanno Millesi, R. Reihsner, J. Menzel, R. Mallinger: Biomechanical properties of elastase treated palmar aponeuroses. In: Connective Tissue Research. Band 25, 1991, S. 77–86.
- Hanno Millesi, G. Zöch, R. Reihsner, R. Beer: Stress and strain in peripheral nerves. In: Neuro-Orthopedics. Band 10, 1991, S. 73–82.
- Hanno Millesi: Surgical management of brachial plexus injuries. In: J. Hand Surg. Band 2, Nr. 5, 1977, S. 367–379.
- Hanno Millesi: Chirurgie der peripheren Nerven, mit 27 Tabellen, Zeichnungen: Kirstin Siedel, Luitgard Kellner, Urban und Schwarzenberg, München / Wien / Baltimore 1992, ISBN 978-3-541-12701-6.
- Hanno Millesi, R. Schmidhammer: How to Improve the Results of Peripheral Nerve Surgery. Springer, 2007
- Hanno Millesi, R. Schmidhammer: Nerve Fiber Transfer by End-to-Side Coaptation. 2008, PMID 18928894
- Hanno Millesi: Contraction Versus Contracture: Considerations on the Pathogenesis of Dupuytren Disease in P. Werker et al. (eds) Dupuytren Disease and Related Disease - The Cutting Edge, (2017). Springer, Cham. S. 73–81